# Falls City (Nebraska)
Falls City ist eine Stadt im US-Bundesstaat Nebraska. Sie ist Verwaltungssitz des Richardson County.
Die Stadt wurde im Sommer 1857 von James Lane, John A. Burbank, J. E. Burbank und Issac L. Hamby im damaligen Nebraska-Territorium gegründet. Da der Big Nemaha River in der Nähe der Stadt einen Wasserfall gebildet hatte, nannten sie die Stadt Falls City. Der Wasserfall ist heute aber nicht mehr zu sehen.

## Persönlichkeiten
- John H. Morehead (1861–1942), Politiker, Gouverneur des Bundesstaates Nebraska, war Bürgermeister in Falls City
- Charles Frank Reavis (1870–1932), Politiker, wurde in Falls City geboren
- Arthur J. Weaver (1873–1945), Politiker, Gouverneur des Bundesstaates Nebraska, war Bürgermeister in Falls City
- Lloyd Hahn (1898–1983), Leichtathlet, Mittelstreckenläufer, wurde in Falls City geboren
- Pee Wee Erwin (1913–1981), Trompeter des Dixieland Jazz, wurde in Falls City geboren
- Gil Dodds (1918–1977), Leichtathlet, Mittelstreckenläufer, wuchs in Falls City auf
- Dave Heineman (* 1948), Politiker, Gouverneur des Bundesstaates Nebraska, wurde in Falls City geboren